# Boletus erythropus
Boletus erythropus (Christian Hendrik Persoon, 1796), sin. Boletus luridiformis (Friedrich Wilhelm Rostkovius, 1844), Neoboletus luridiformis (Gelardi, Simonini & Vizzini, 2014) este o specie de ciuperci comestibile din încrengătura Basidiomycota în familia Boletaceae și de genul Boletus care coabitează, fiind un simbiont micoriza (formează micorize pe rădăcinile arborilor), numită în popor mânătarcă țigănească sau hrib cărămiziu. În România, Basarabia și Bucovina de Nord se dezvoltă pe terenuri acide și sărace în calcar, crescând, de la deal la munte, solitar sau în grupuri mici în păduri de conifere sub molizi și  în cele de foioase pe lângă fagi, din  mai până în octombrie (noiembrie).

## Descriere

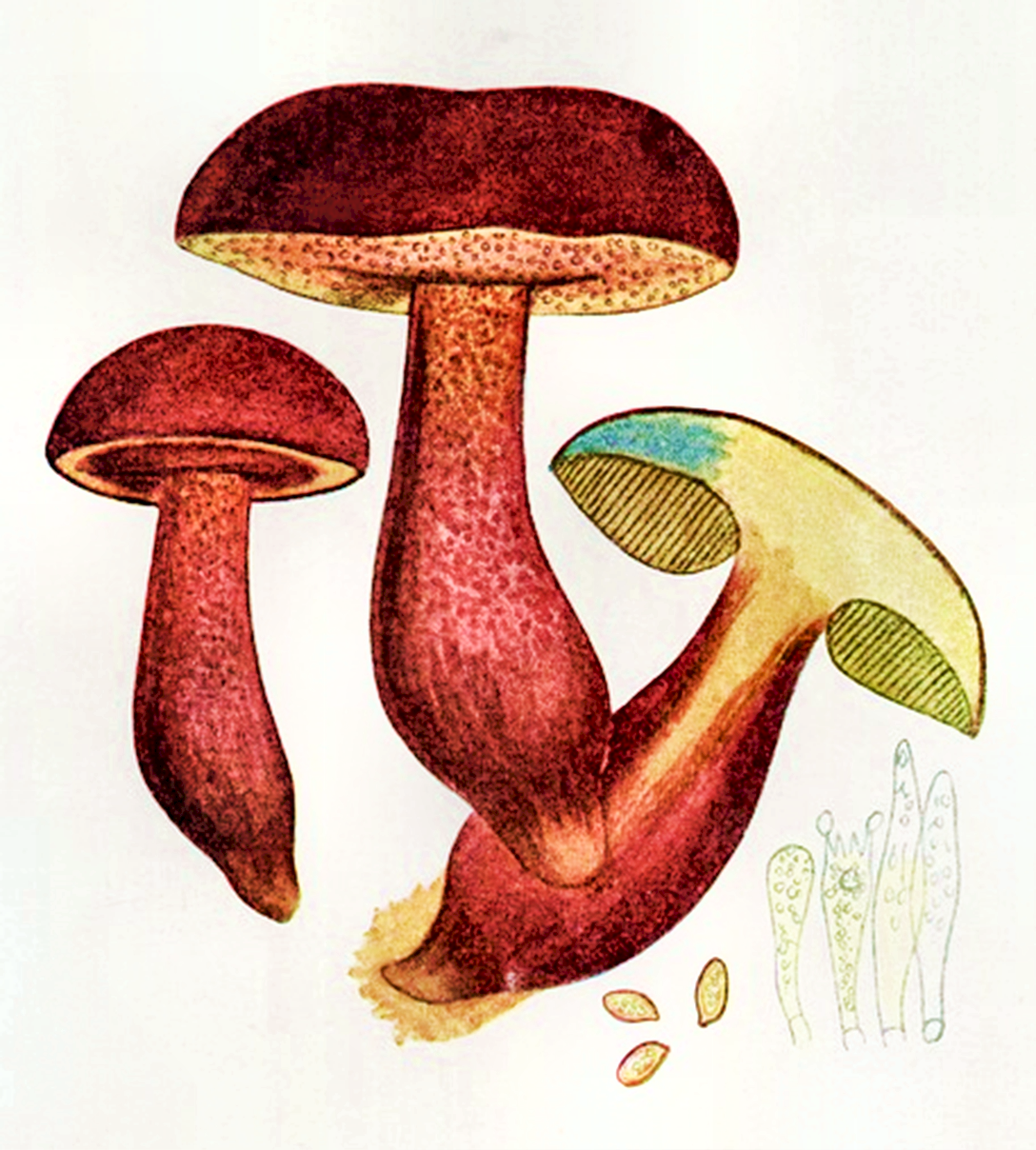
Bres.: Boletus erythropus

- Pălăria: are un diametru de 6-15 (20) cm, este largă, compactă și cărnoasă. La început semisferică cu marginea răsfrântă în jos, ea este la maturitate boltită, întinzându-se la bătrânețe în formă de pernă. Cuticula este fin catifelată, la bătrânețe netedă precum ceva umedă și lipicioasă. Ea nu se poate decoji. Coloritul ei este brun-negricios cu tonuri verzui-măslinii, în vârstă mai palid.
- Tuburile și porii: sunt lungi, înghesuite și îndesate, aderate la picior, fiind în stadiu avansat bombate spre jos. Culoarea lor este inițial galbenă, apoi verzuie. Porii mici și rotunjori sunt la început galben-aurii până roșiatic-portocalii, devenind repede roșii ca sângele. La atingere sau leziune se decolorez imediat albastru-negricios.
- Piciorul: are o lungime de 6-12 (15) cm  și o grosime de 3-5,5 cm, este plin, compact, tare, bulbos, uneori ușor alungit. Culoarea lui primară este galbenă, spre bază mai închisă. Litigiul este punctat carmin cu mici solzi transversali, fiind niciodată reticulat. Mai departe, el este extrem de sensibil la apăsare, căpătând atunci imediat pete albastre.
- Carnea: este compactă, tare, în vârstă moale, de colorit galben de lămâie, în baza piciorului roșiatic, devenind la contact cu aerul imediat albastră fără tonuri de roșu. Mirosul este slab, gustul fiind savuros, ceva plăcut amărui. Buretele este rar atacat de viermi. În timpul preparării ciupercii, culoarea cărnii schimbă mereu de la albastru la galben.
- Caracteristici microscopice: Sporii sunt brun-măslinii, elipsoidali până fusiform-alungiți și au o mărime de 13-18 x 5-7 microni.[4][5][6]
- Reacții chimice: Buretele se decolorează cu acid sulfuric, cuticula devenind brun-roșiatică, carnea galben-portocalie și porii ruginii. Cu Hidroxid de potasiu cuticula adaptă un colorit negricios, mai departe, toate tonurile roșii sau albastre dispar imediat.[7]

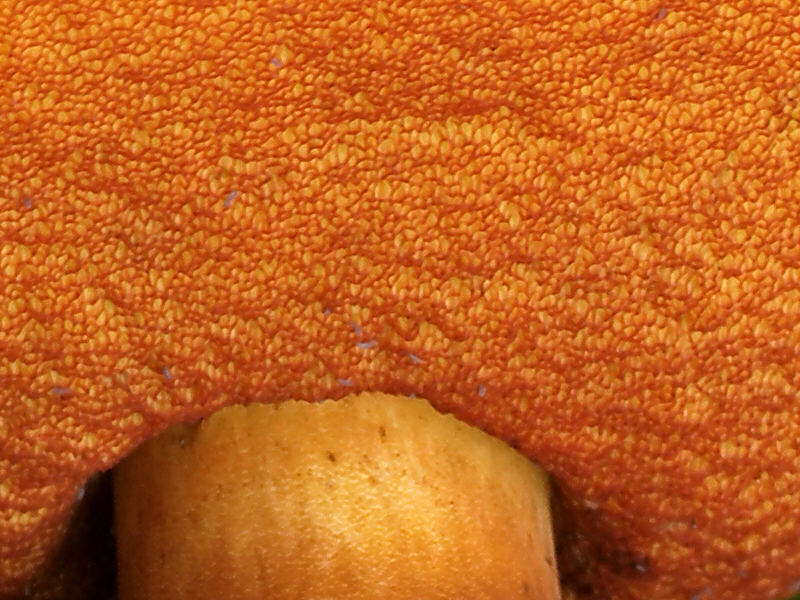
B. erythropus, pori
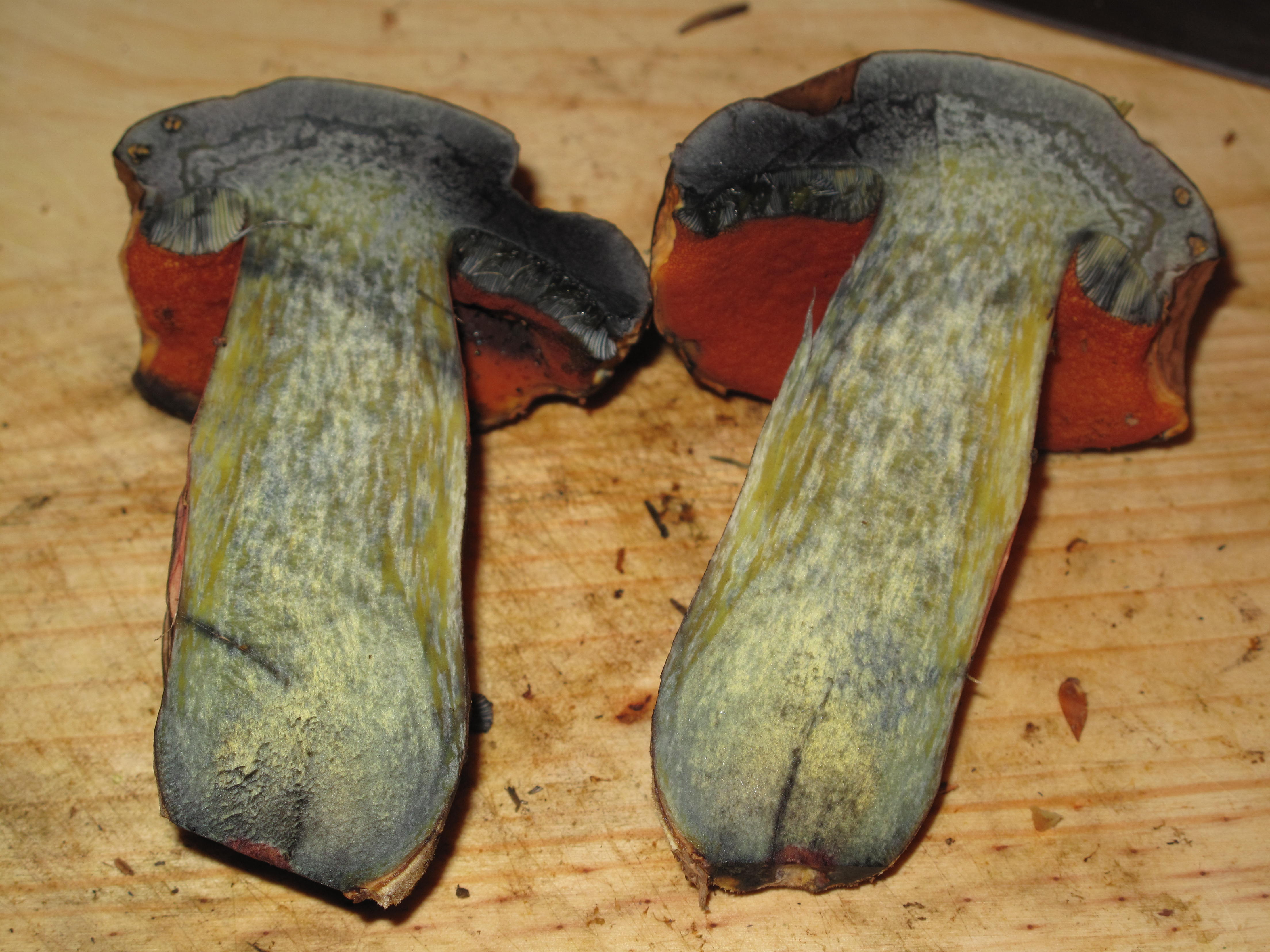
B. erythropus înjumătățit
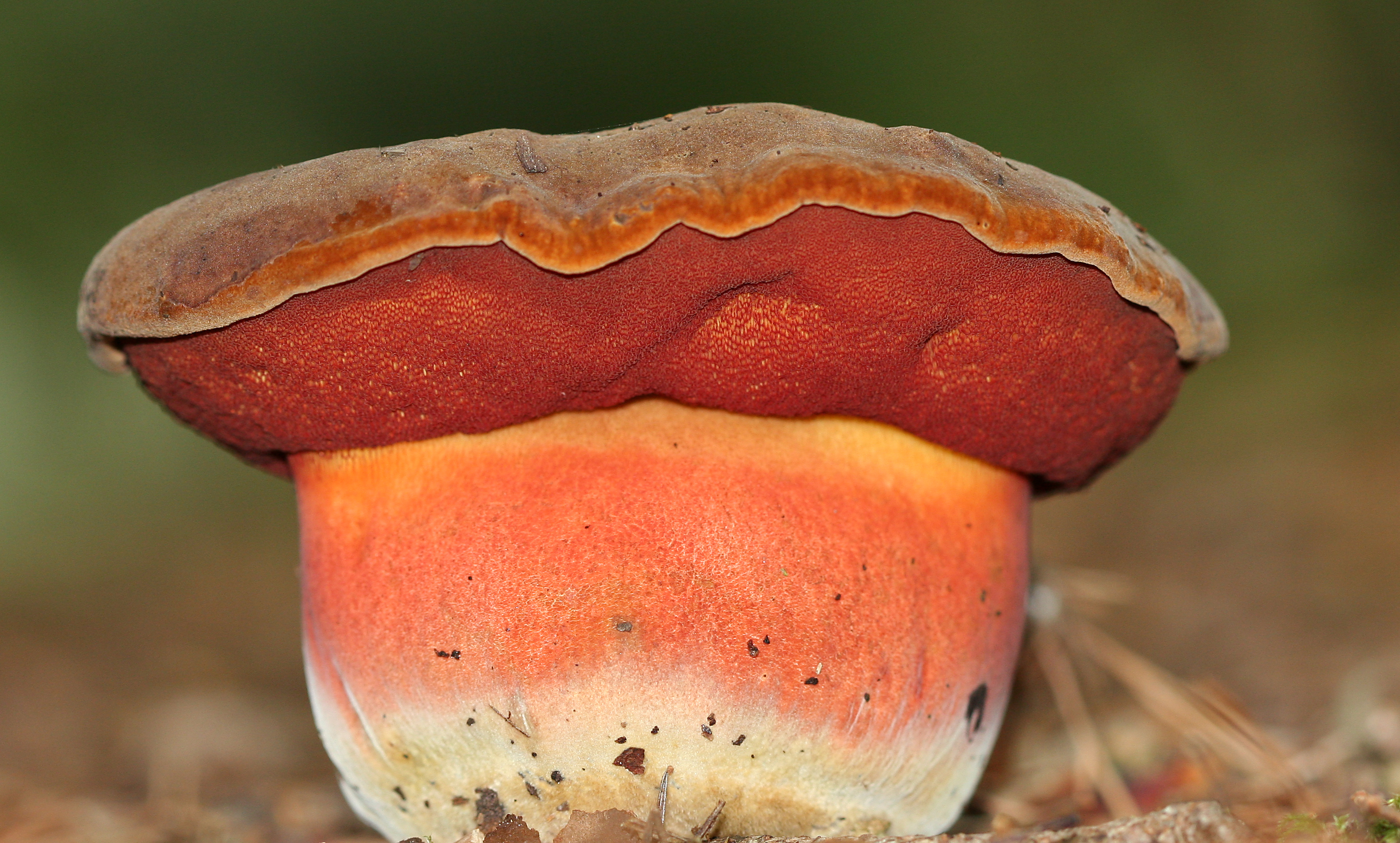
B. erythropus, picior gros
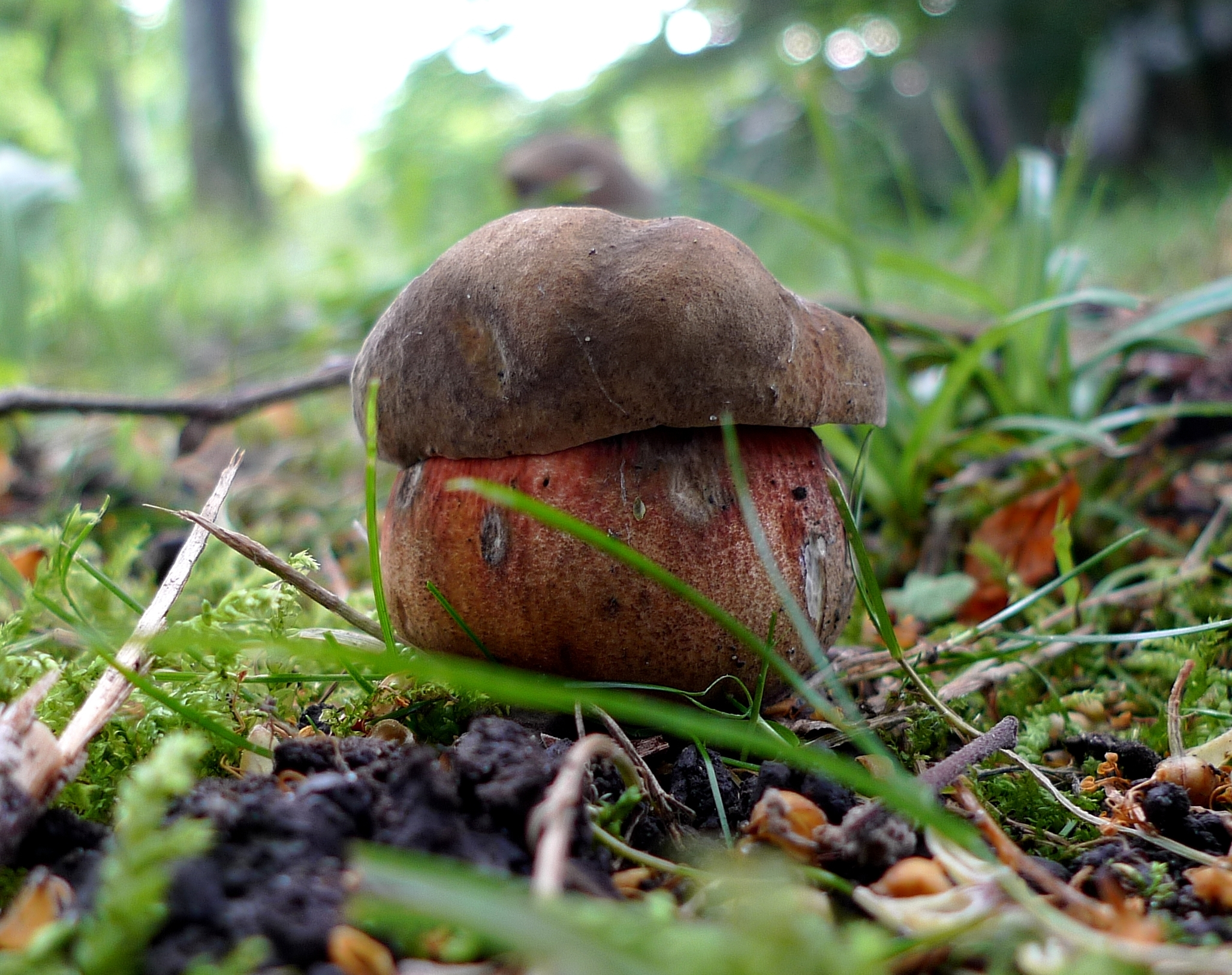
B. erythropus tânăr
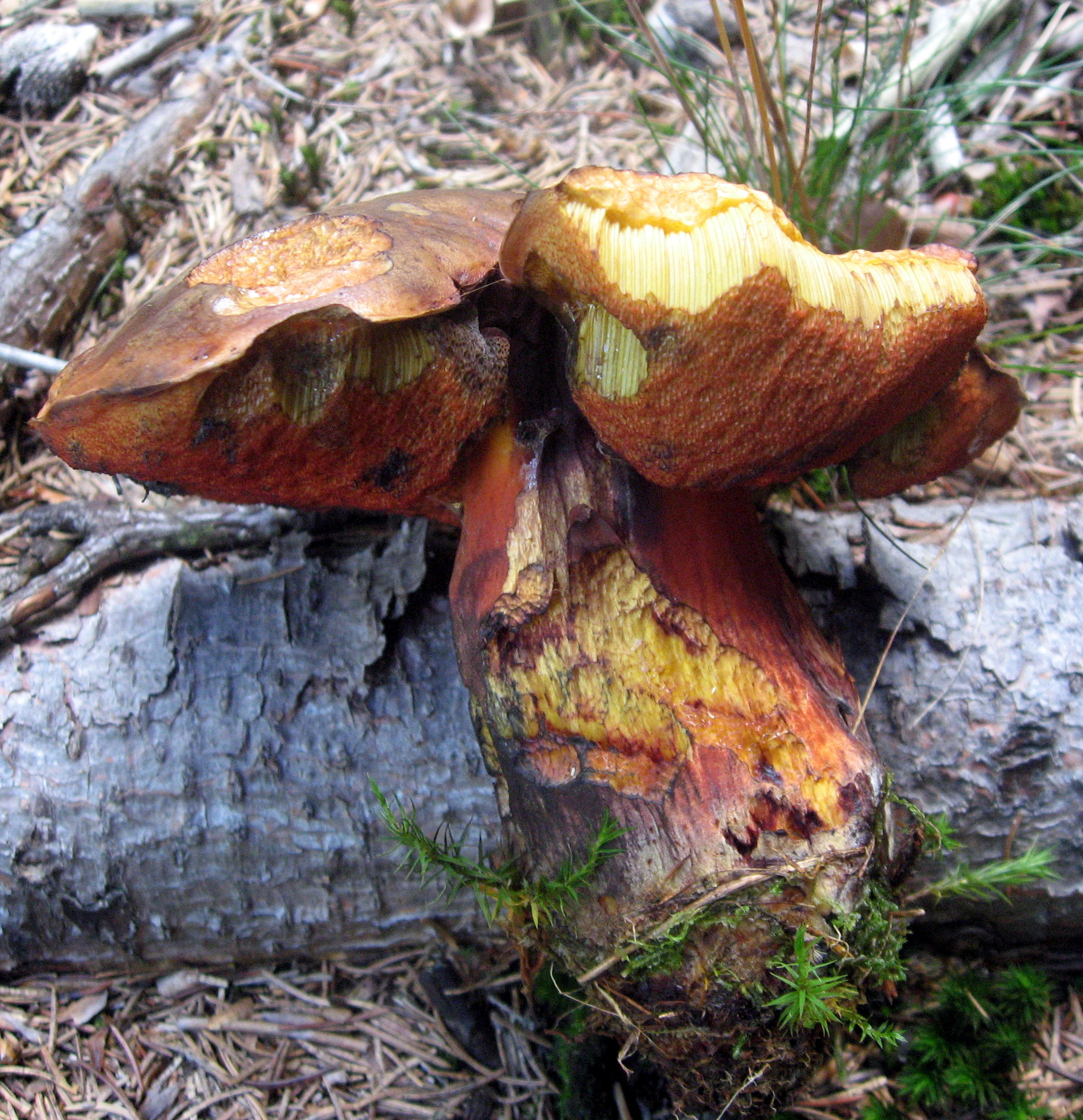
B. erythropus bătrân

## Confuzii
Mânătarca țigănească poate fi confundată cu mai multe alte specii din familia Boletaceae, cum ar fi: Boletus calopus (necomestibil, foarte amar, pori gălbui), Boletus junquilleus (gustos, mai deschis gălbui, spori roșii-gălbui), Boletus luridus (crud neprielnic, preparat foarte gustos, pori roșiatici, reticulat pe picior), Boletus pulverulentus (de calitate mediocră, porii tind spre roșu), Boletus radicans (necomestibil, amar, picior fără roșu, crește numai în păduri foioase), Boletus regius (comestibil), Rubroboletus dupainii (fiert comestibil, pori roșii), Rubroboletus legaliae sin. Boletus legaliae, Boletus satanoides, (suspect, crud mereu foarte toxic), Rubroboletus lupinus sin. Boletus splendidus (suspectat otrăvitor, pori roșii), Rubroboletus purpureus (necomestibil, pori roșii, gust tare neplăcut). Rubroboletus rhodoxanthus (crud foarte toxic, bine fiert probabil comestibil, de calitate mediocră, ușor de confundat cu buretele dracului, comestibilitatea fiind discutată, de aceea indicat aici necomestibil), Rubroboletus rubrosanguineus (poate otrăvitor), Rubroboletus satanas (otrăvitor, cuticulă de culoare deschisă), Boletus splendidus ssp. moseri Suillus variegatus sau Tylopilus porphyrosporus sin. Porphyrellus pseudoscaber (comestibil, dar negustos, pori oliv-gri până brun-negricioși).

## Specii asemănătoare

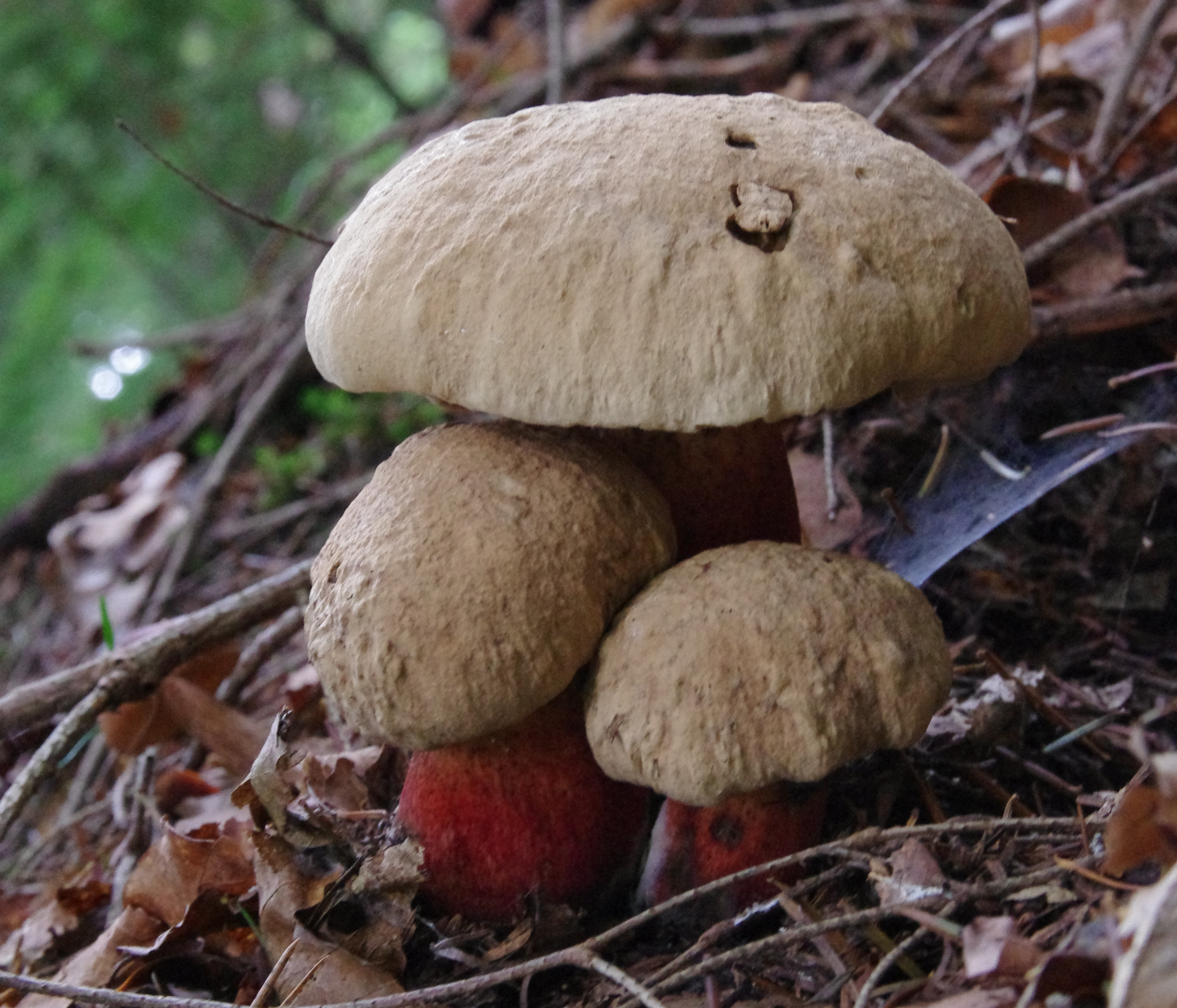
Boletus calopus
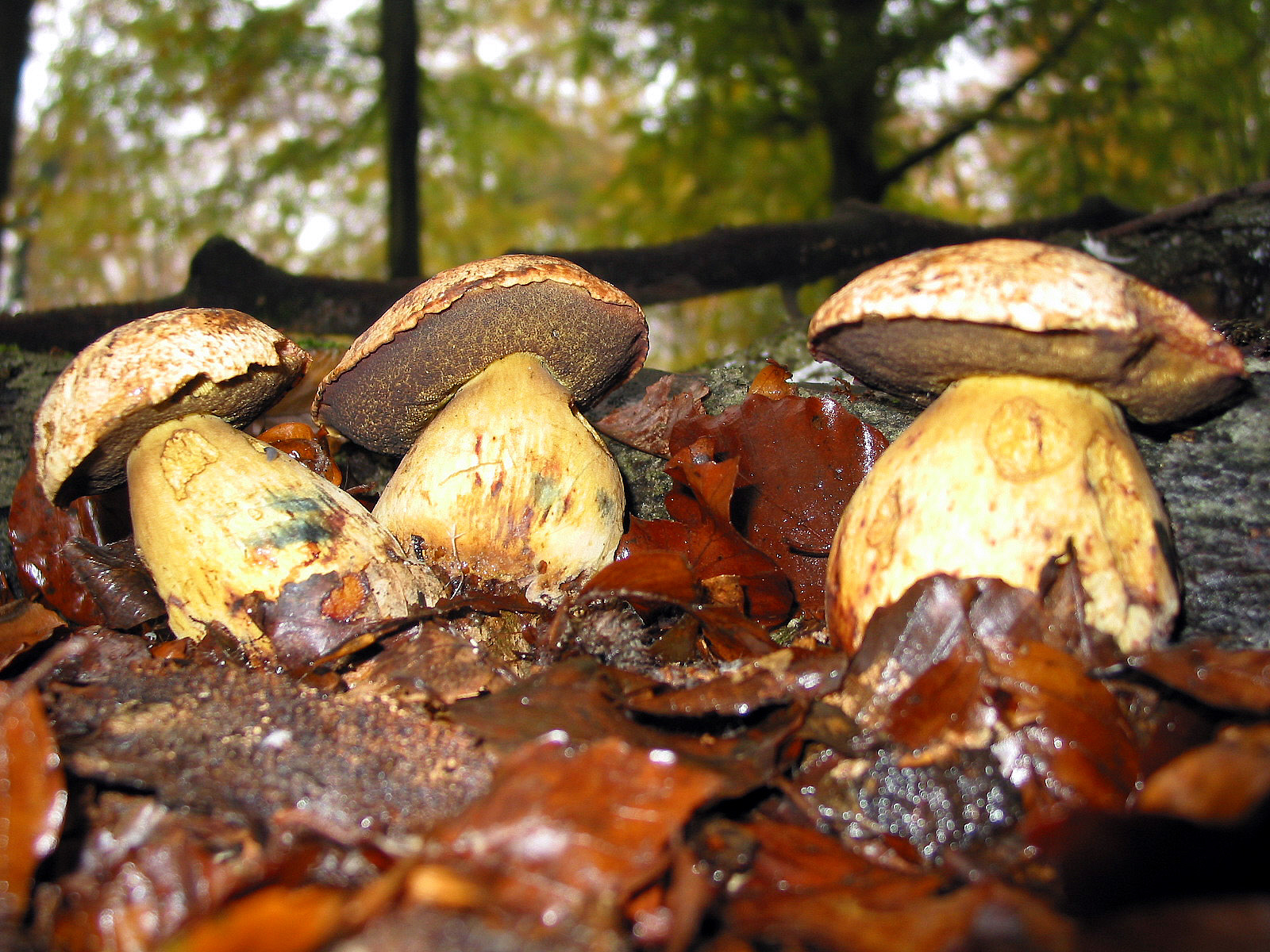
Boletus junquilleus
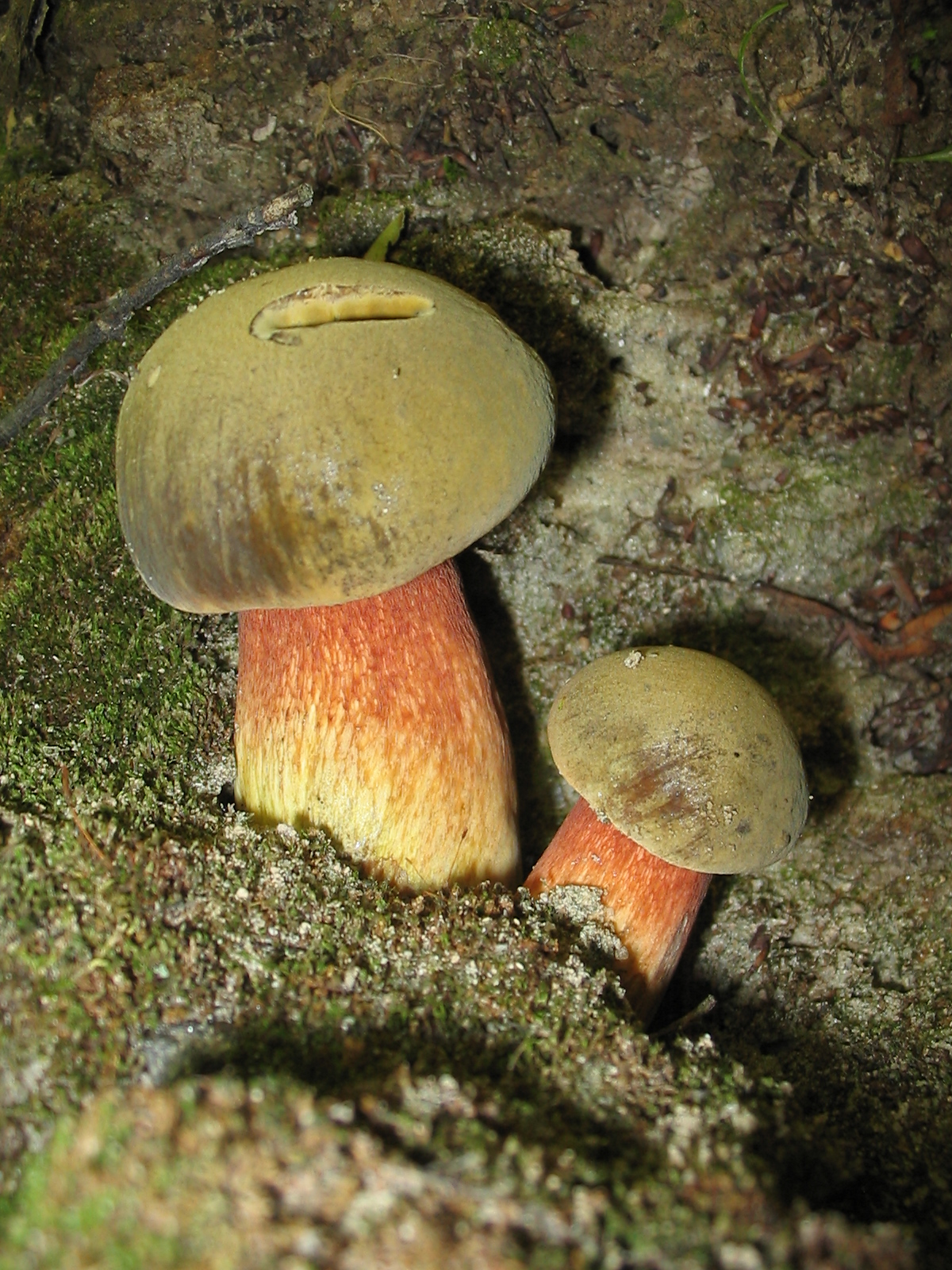
Boletus luridus
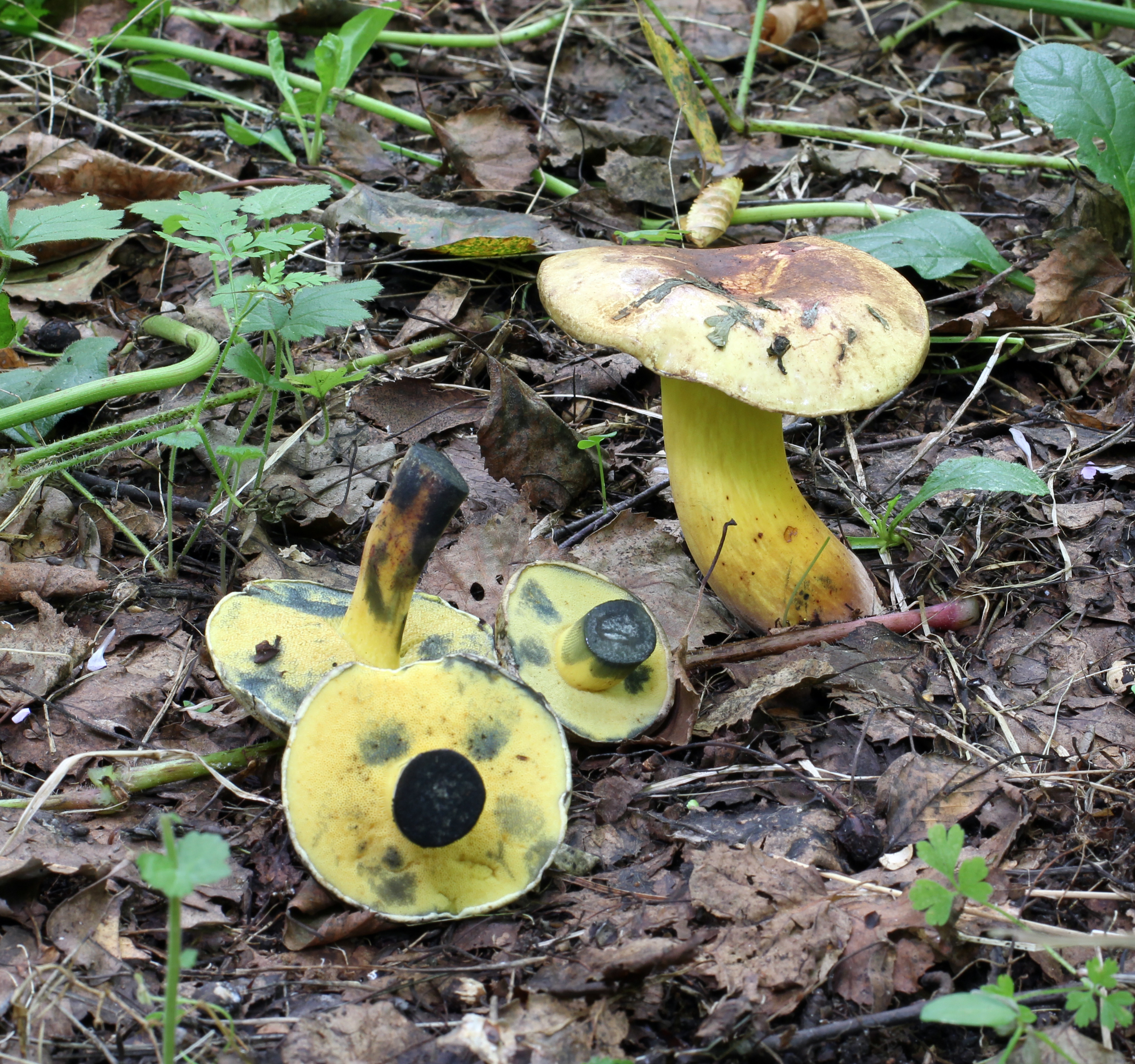
Boletus pulverulentus
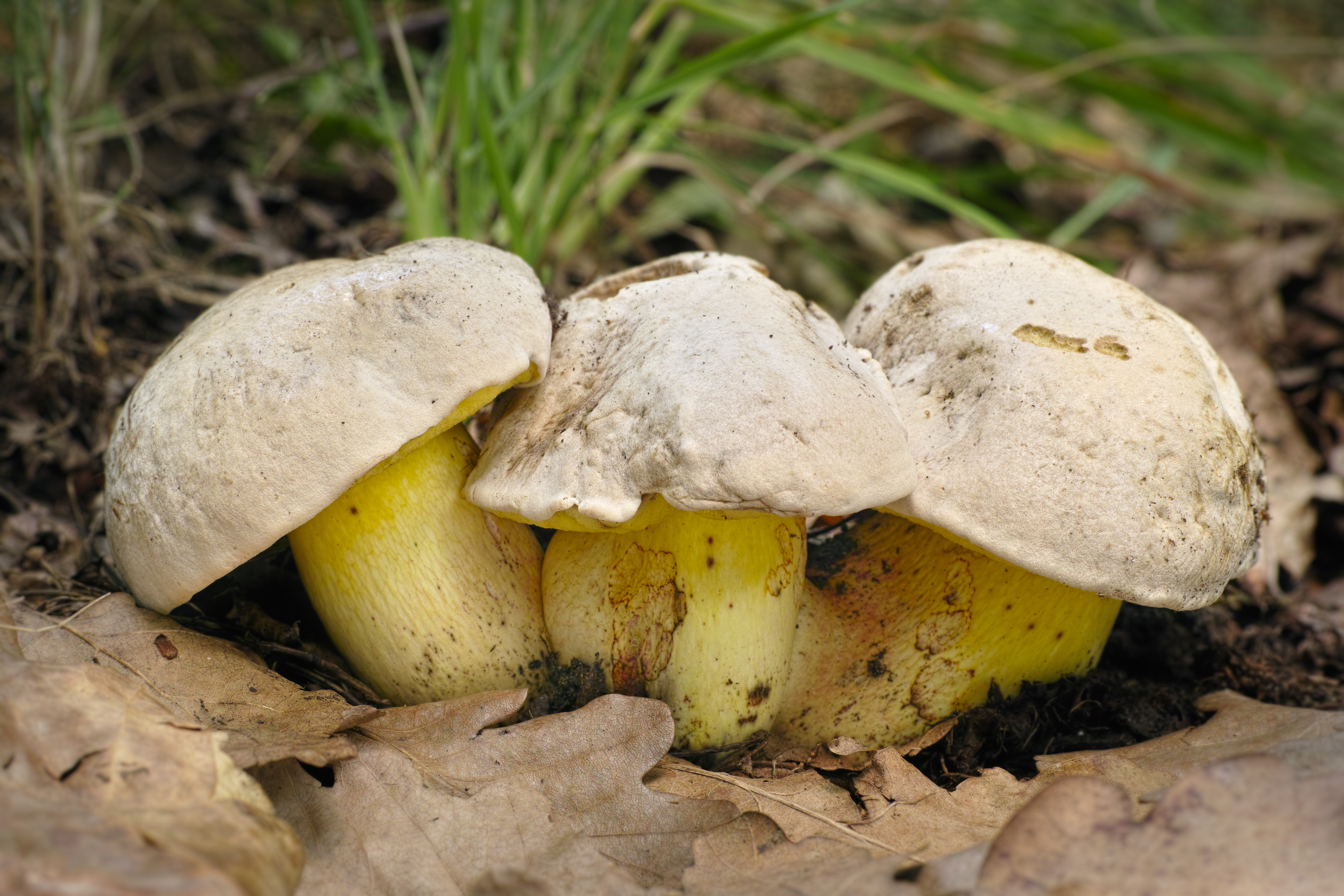
Boletus radicans
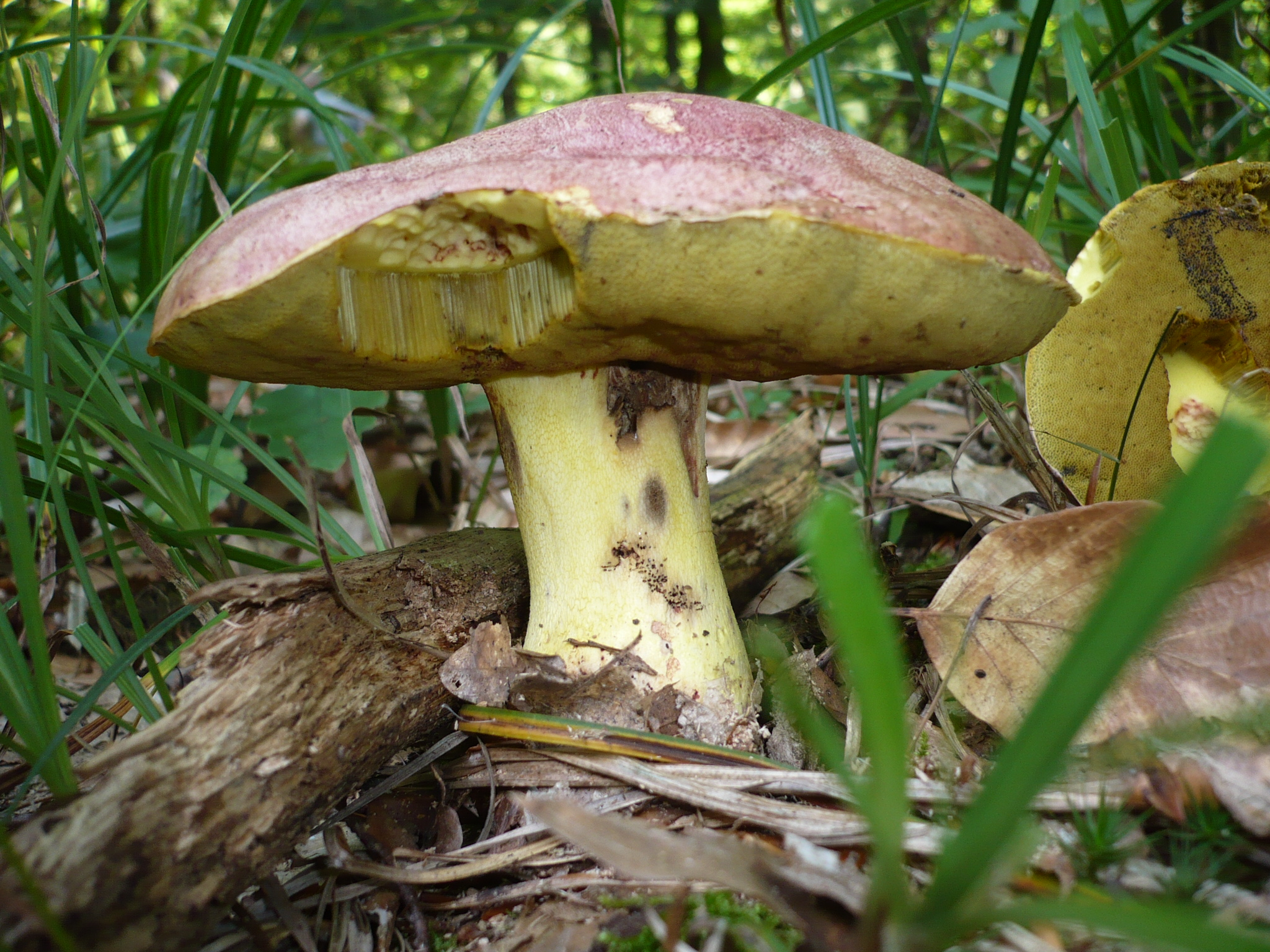
Boletus regius
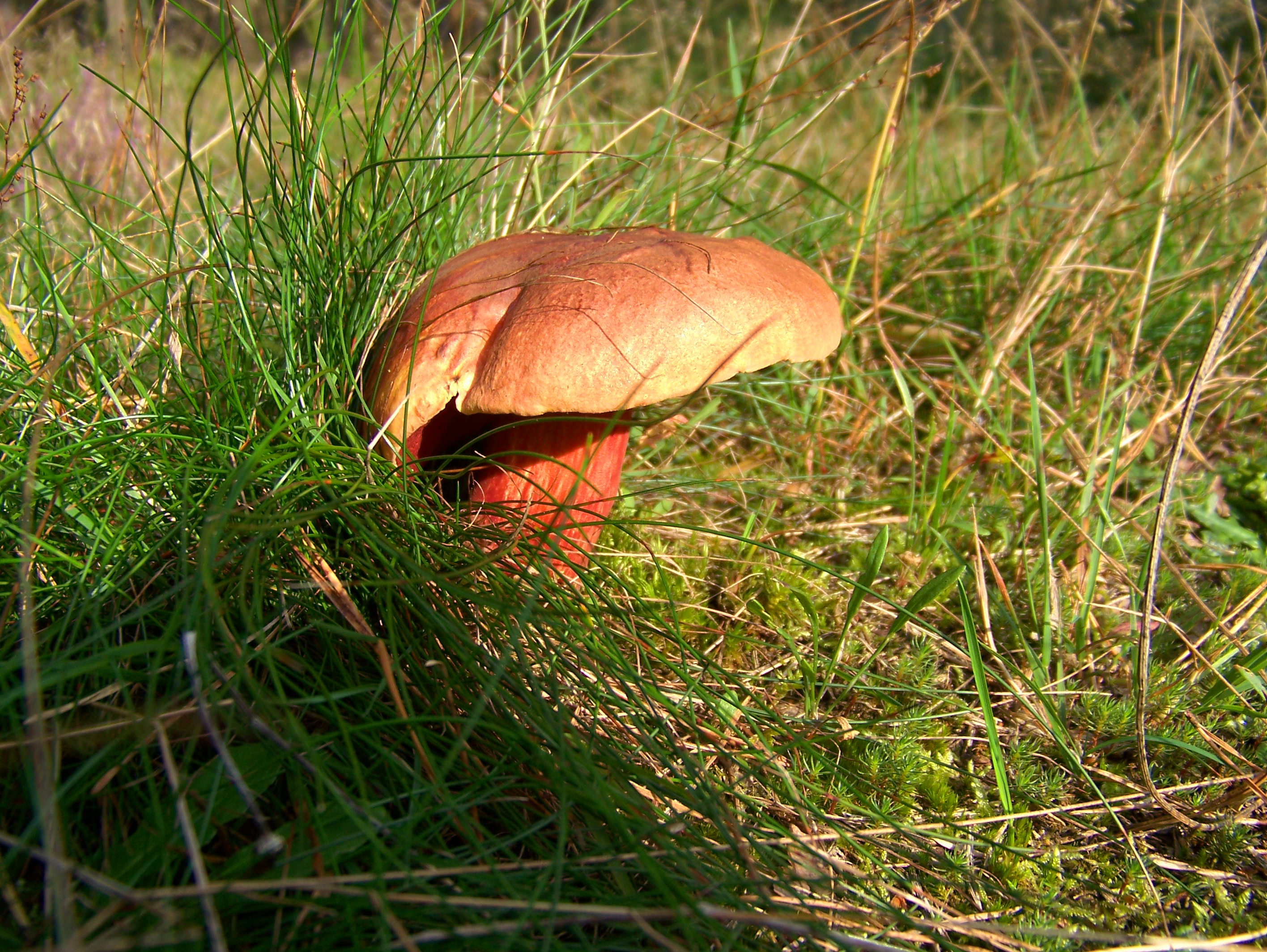
Rubroboletus dupainii
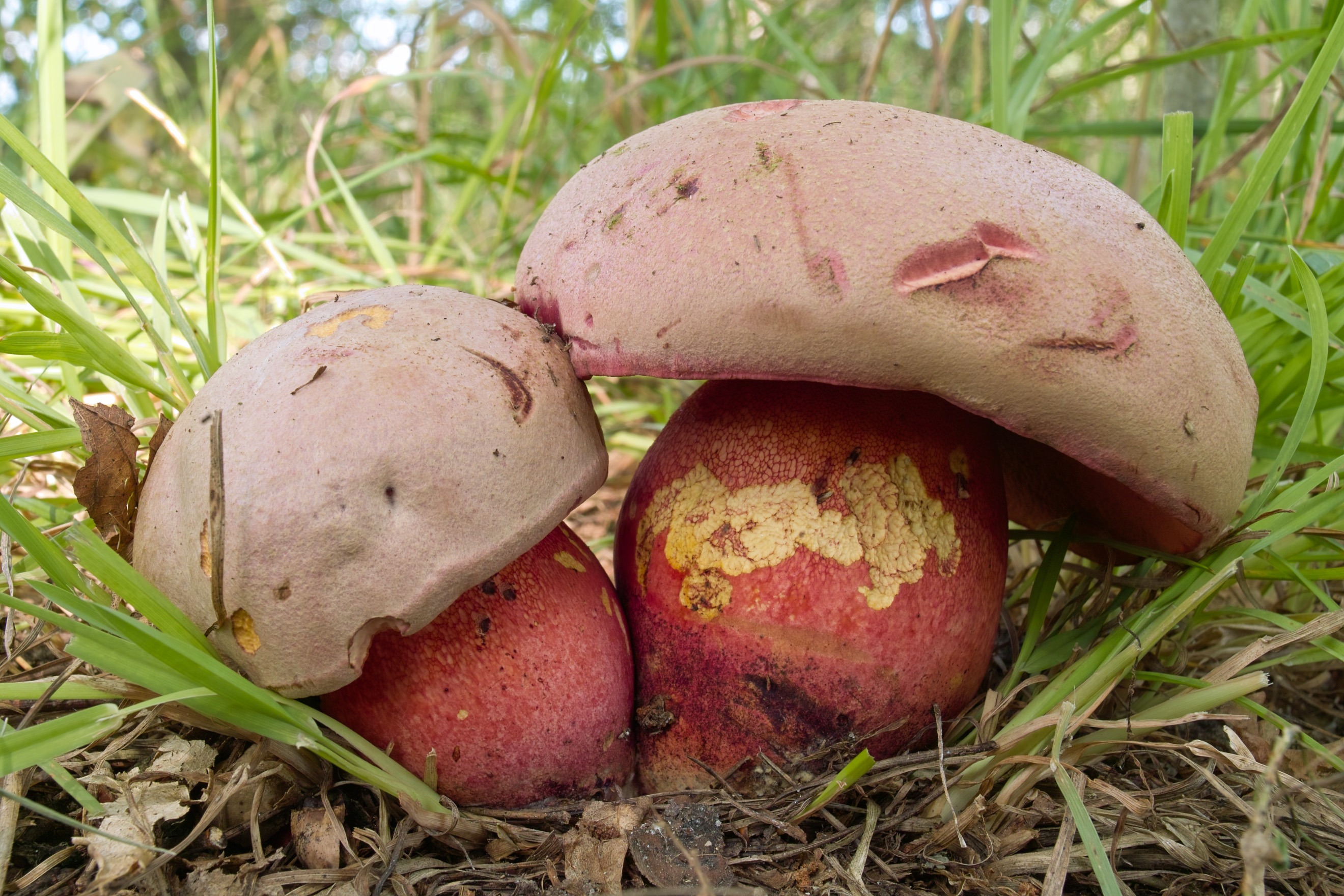
Rubroboletus legaliae

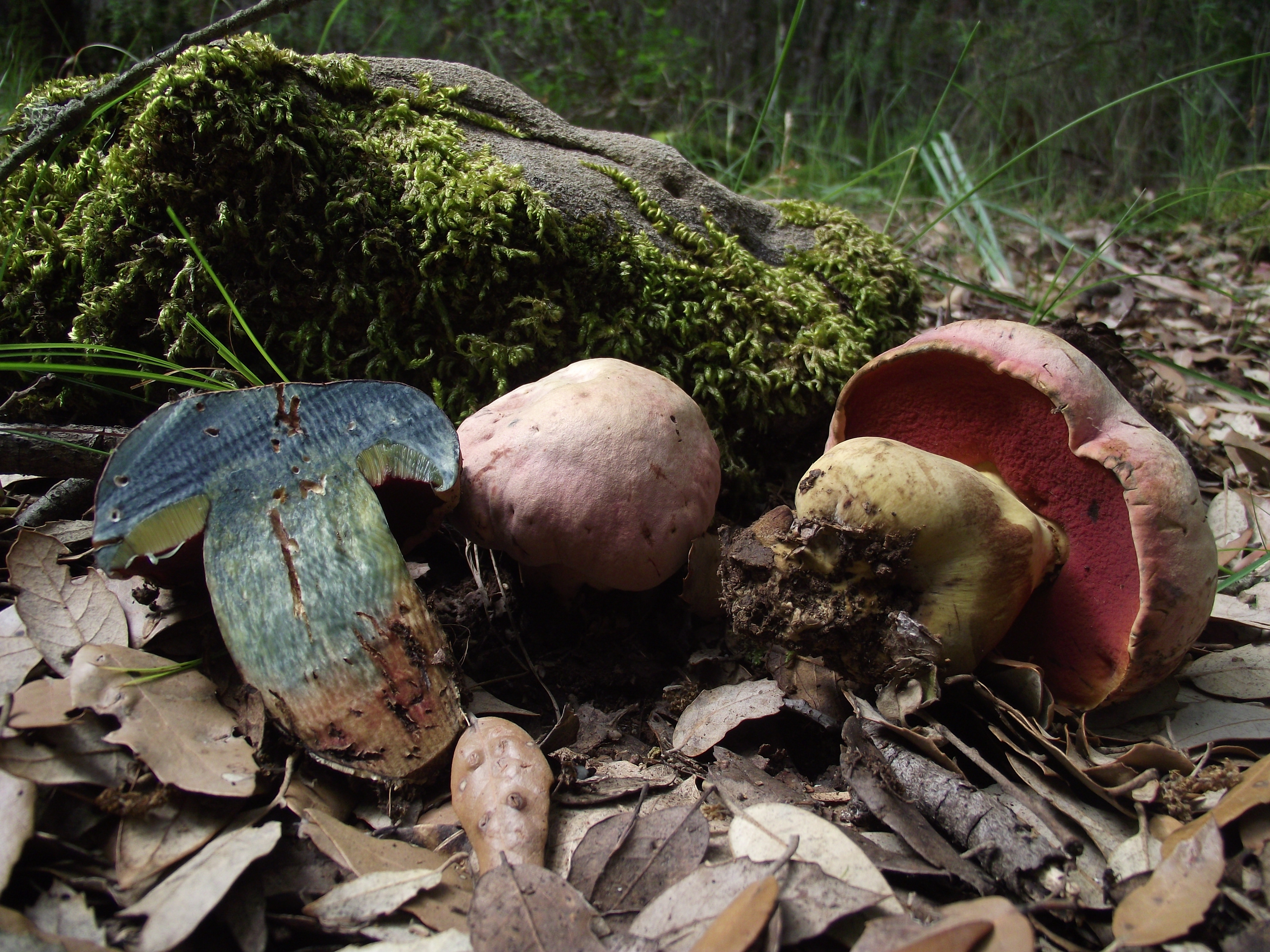
Rubroboletus lupinus
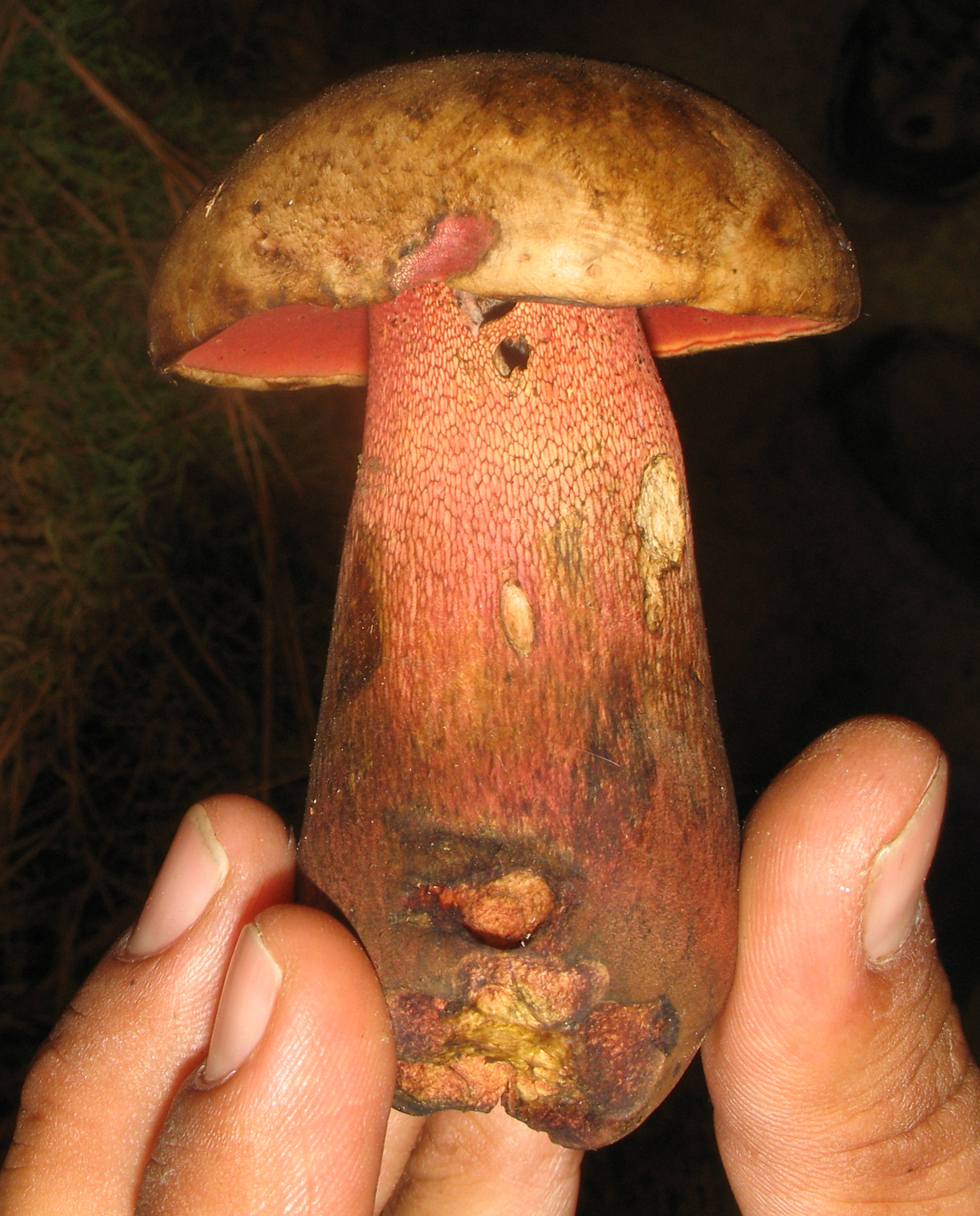
Rubroboletus pulcherrimus
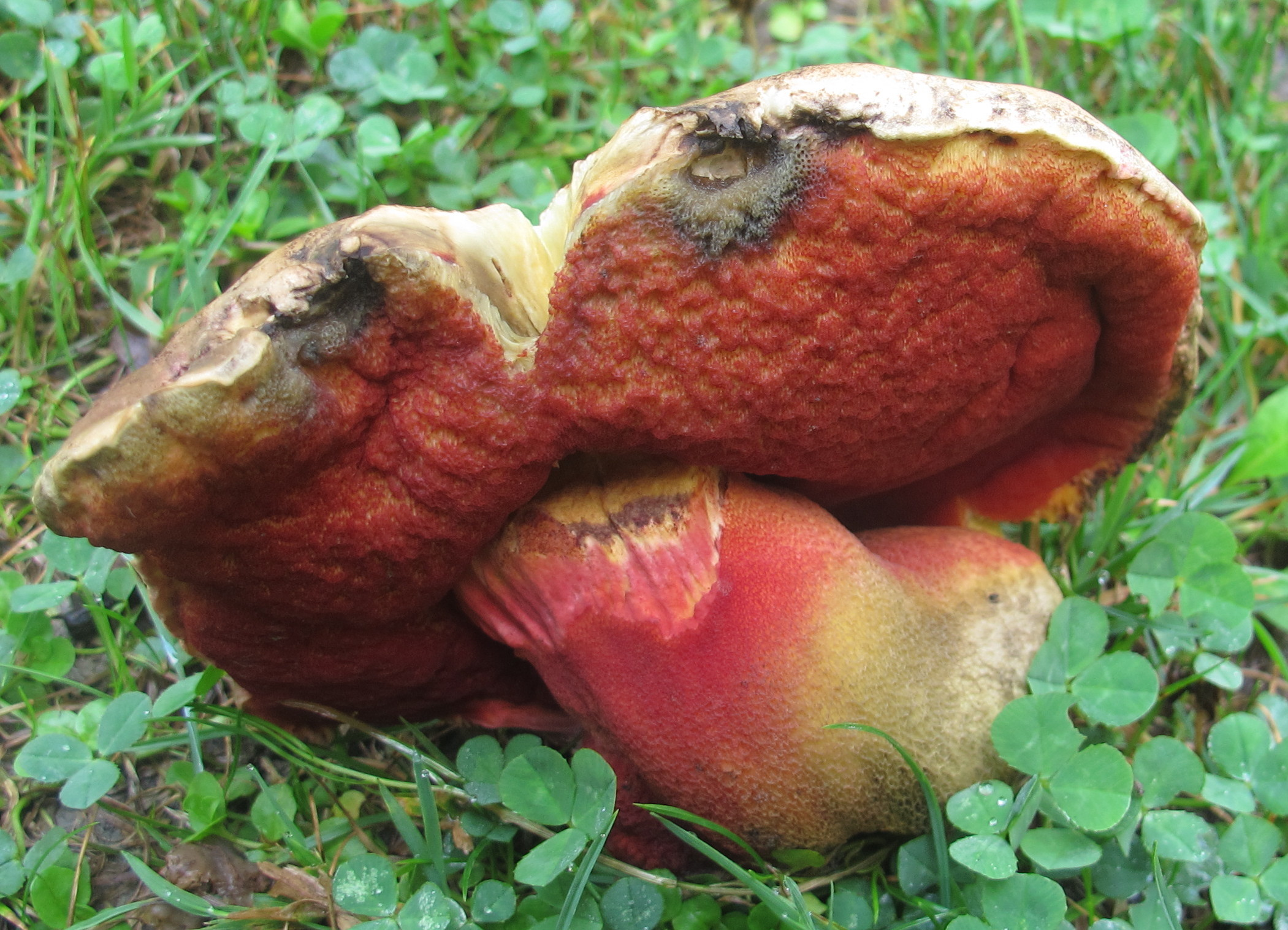
Rubroboletus rhodosanguineus
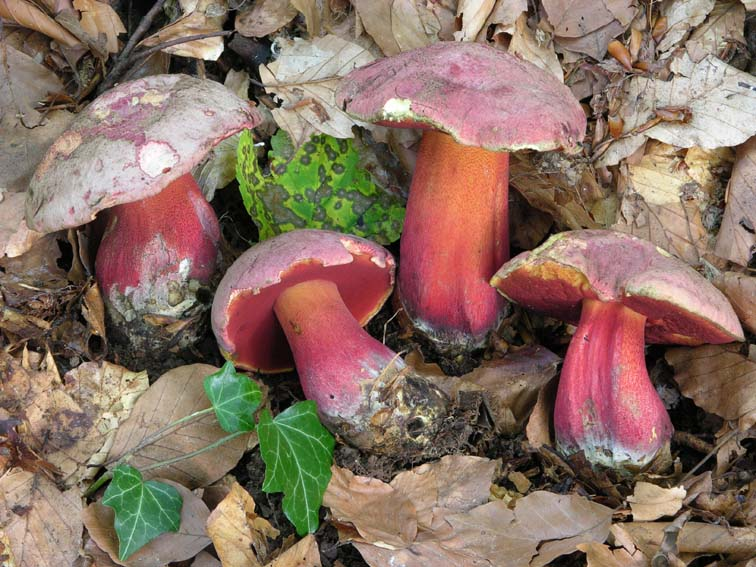
Rubroboletus rubrosanguineus
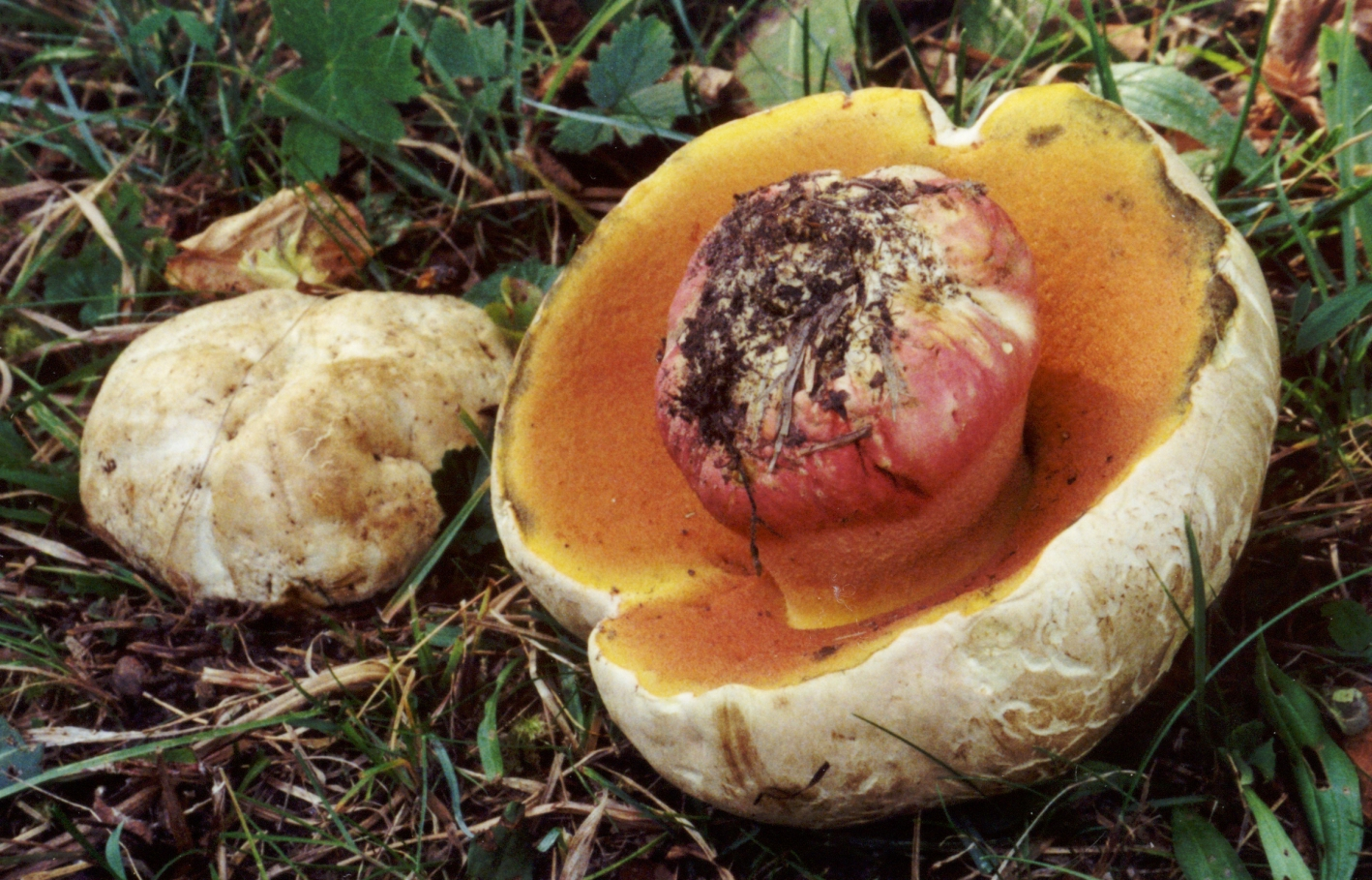
Rubroboletus satanas
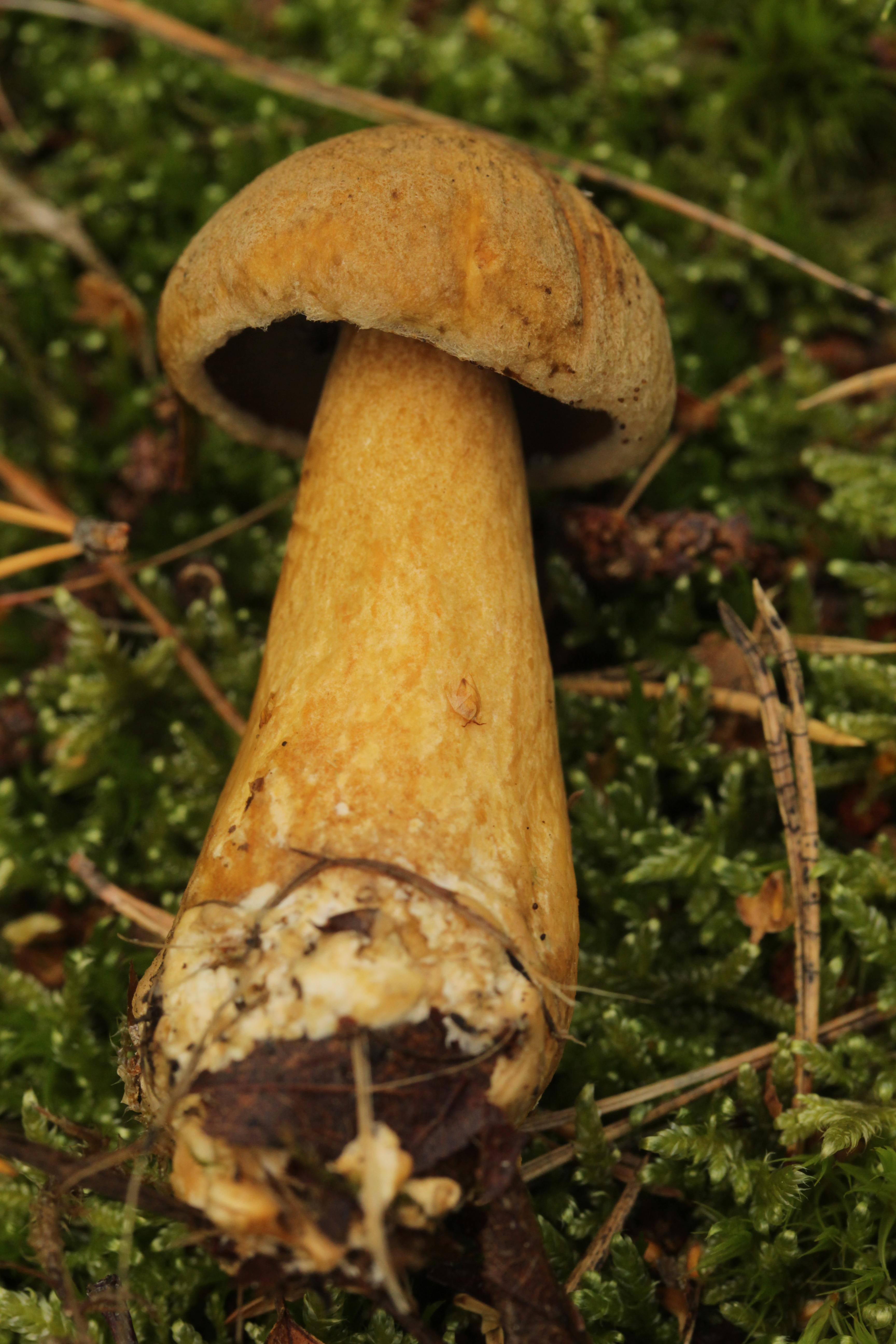
Suillus variegatus
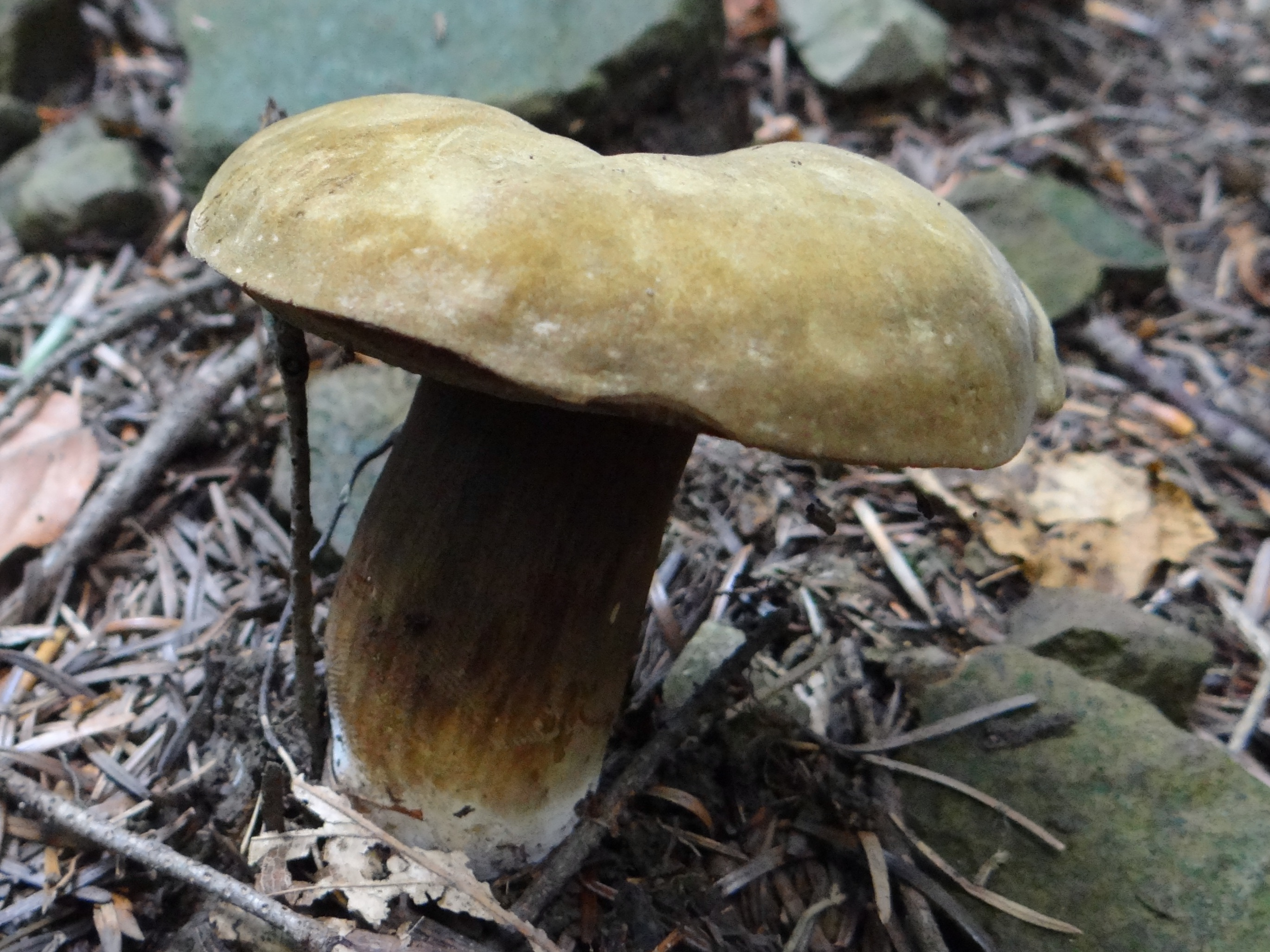
Tylopilus porphyrosporus

## Valorificare
Bureții proaspeți pot fi pregătiți ca ciulama, de asemenea împreună cu alte ciuperci de pădure sau adăugați la un sos de carne de vită sau vânat. În afară de aceasta, ei pot fi tăiați felii și congelați. De asemenea este posibilă, după tăierea în felii, uscarea lor, bureții devenind după înmuiere mai savuroși și gustoși. Excelenți sunt preparați ca Duxelles, un fel de zacuscă. Prin fierbere, carnea pierde culoarea albastră devenind galbenă.